# Transport de l'information
 (novembre 2008).
Si vous disposez d'ouvrages ou d'articles de référence ou si vous connaissez des sites web de qualité traitant du thème abordé ici, merci de compléter l'article en donnant les références utiles à sa vérifiabilité et en les liant à la section « Notes et références ».
 (novembre 2008).
Le transport de l'information décrit les différents canaux qui transportent par différents moyens une information d'un point A un point B. Pour ce faire, l'être humain a utilisé au cours de l'histoire une foule de moyens des plus divers, allant du courrier à la fibre optique, en passant même par les pigeons voyageurs. Dans le même optique, l'être humain a aussi inventé une foule de procédés qui permettent de compresser et de mieux véhiculer cette information.

## Survol des méthodes pour transporter de l'information
Pratiquement, une information peut-être transportée :
- par une personne (par exemple, un valet qui effectue un trajet de 10 kilomètres pour véhiculer de vive voix une information d'un conseiller au roi) ;
- par un support physique (lettre, disque compact, etc) (attention : plusieurs supports physiques peuvent aussi être considérés comme lumière dans la mesure où, comme la lettre postale, ils utilisent finalement la lumière et ses particularités pour transporter de l'information) ;
- par magnétisme (disquette, vidéocassette, etc) ;
- par le son ou par un signal analogique (par exemple le code morse ou les modems téléphoniques) ;
- par la lumière (par exemple la fibre optique, communication optique) ;
- par les ondes (par exemple les routeurs Wi-Fi) ;
- par un influx électrique.

## Autres articles pertinents
- Théorie de l'information
- Compression de données
- Fibre optique